# TSV Barsinghausen
Der Turn- und Sportverein Barsinghausen e. V., kurz TSV Barsinghausen, ist ein traditionsreicher Mehrspartenverein aus der niedersächsischen Stadt Barsinghausen am Deister. Er zählt zu den größten Sportvereinen der Region Hannover. Der Verein ist insbesondere für seine langjährige Fußball- und Turntradition bekannt.

## Geschichte
Der TSV Barsinghausen wurde offiziell am 11. August 1891 gegründet – ein symbolisches Datum zu Ehren des „Turnvaters“ Friedrich Ludwig Jahn, der an diesem Tag 113 Jahre alt geworden wäre. Ursprünglich trug der Verein den Namen „Gut Heil Barsinghausen“, bevor er später in TSV Barsinghausen umbenannt wurde.
Die Gründungsphase war stark von der Turnbewegung geprägt, deren Ziel nicht nur die körperliche Ertüchtigung, sondern auch die Förderung des Gemeinwohls war. Der erste Vorsitzende, Schneidermeister Carl Köller, betonte bereits beim ersten Stiftungsfest 1892 die Bedeutung der Turnerei als gesellschaftliche Aufgabe.
Im Laufe der Jahrzehnte entwickelte sich der TSV zu einem Mehrspartenverein. Besonders in der Nachkriegszeit wuchs der Verein stark.

## Sportangebot und Sparten
Der TSV Barsinghausen umfasst heute 14 aktive Sparten, darunter:
- Abenteuersport
- Basketball
- Badminton
- Fußball
- Judo/Aikido
- Koronar(sport)
- Tanzen
- Tischtennis
- Triathlon
- Turnen
- Volleyball

Die Sparte Fußball ist zusammen mit Turnen die größte Sparte im Verein. Eine Rolle spielte dabei die Jugendspielgemeinschaft (JSG) namens Basche United, in Kooperation mit dem TSV Kirchdorf und VSV Hohenbostel.

## Sportstätten
Die zentrale Spiel- und Trainingsstätte liegt an der Langenkampstraße 41 in Barsinghausen. Das Stadion bietet Platz für rund 3.000 Zuschauer und verfügt über einen Naturrasenplatz mit Laufbahn ohne Rasenheizung. Weitere Trainingsplätze stehen zur Verfügung, darunter auch Kunstrasenflächen. Ergänzt wird die Infrastruktur durch eine vereinseigene Mehrzweckhalle.

## Mitglieder und Vereinsleben
Der TSV Barsinghausen zählt 2025 rund 1.000 Mitglieder, darunter etwa 400 Jugendliche. Damit gehört der Verein zu den größten und vielfältigsten Sportgemeinschaften in der Region Barsinghausen.
Das Vereinsleben ist geprägt vom ehrenamtlichen Engagement. Der Verein legt Wert auf soziale Verantwortung, Integration und die Förderung des Nachwuchses.

## Bekannte Persönlichkeiten

### Spieler
- Benjamin Schüßler: Spielte später u. a. für den SC Paderborn und Rot-Weiß Erfurt in der 2. Bundesliga und 3. Liga.
- Lars Fuchs: In seiner Jugend beim TSV aktiv, spielte später u. a. für den VfL Osnabrück, Eintracht Braunschweig und den 1. FC Magdeburg.

### Trainer und Funktionäre
- Jürgen Stoffregen: War in verschiedenen Funktionen beim TSV Barsinghausen tätig und prägte die Entwicklung der Sparte Fußball.
- Michael Krüger: Zeitweise im Umfeld des Vereins aktiv.